# Une famille en héritage

Une famille en héritage (Change of Plans) est un téléfilm américain réalisé par John Kent Harrison, diffusé en 2011.

## Synopsis
Un jeune couple à la vie parfaitement organisée se retrouve subitement tuteurs de 4 enfants. Leur quotidien bascule du jour au lendemain.

## Fiche technique
- Titre original : Change of Plans
- Réalisation : John Kent Harrison
- Scénario : Jennie Chacon et Karen Hall
- Photographie : Michael Storey
- Musique : Lawrence Shragge
- Pays : États-Unis
- Durée : 90 min

## Distribution
- Brooke White : Sally Danville
- Joe Flanigan : Jason Danville
- Phylicia Rashād : Dorothy
- Jayme Lynn Evans : Jordan Solarte
- Bobby Soto : Javier Solarte
- Jakobe' Dempsey : Kaleb Solarte
- Aurora Kruk : Christine
- Justin Kelly : Noah Roorda
- Randy Jackson : lui-même
- Clarissa Suwoko : Sung-Lee Solarte